# الحرب الصينية الهندية

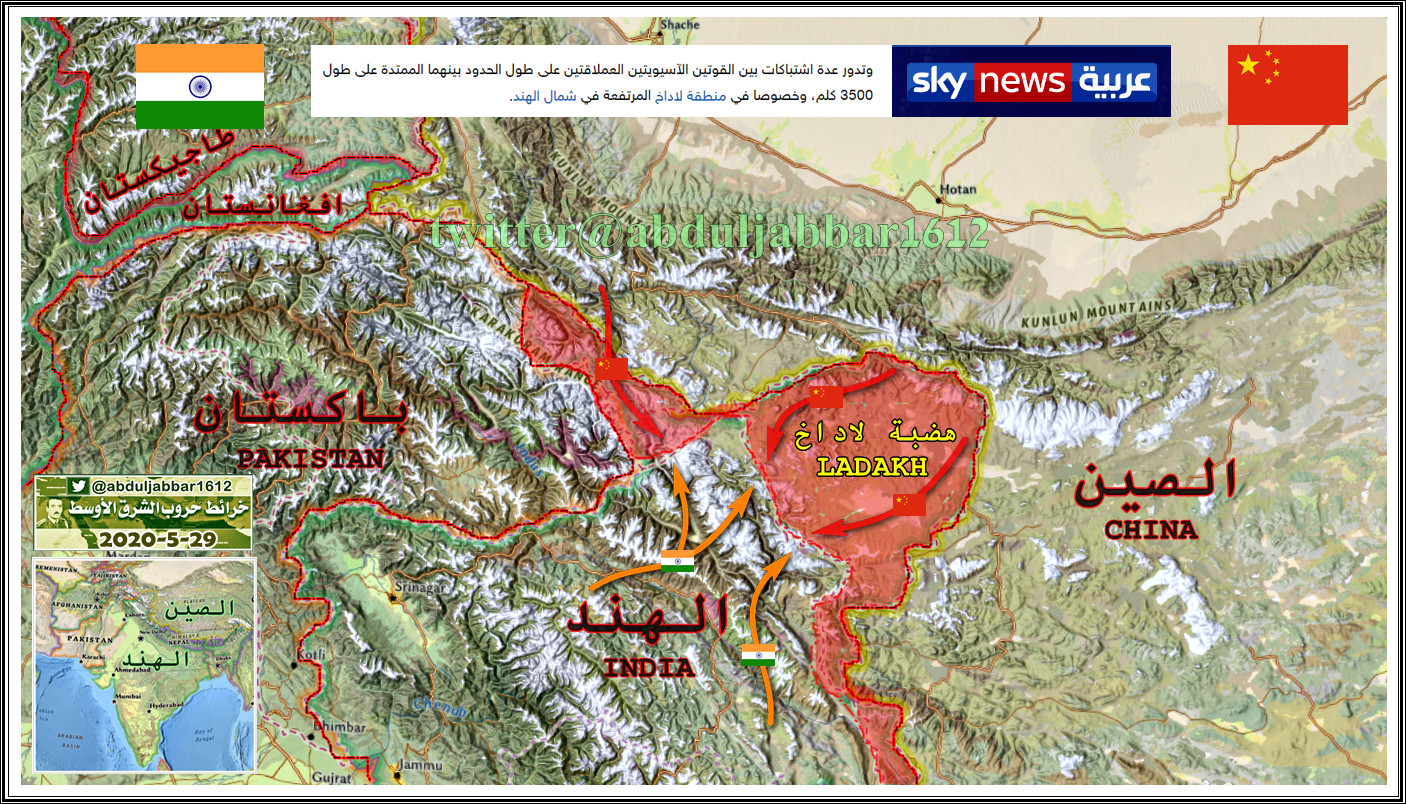

الحرب الصينية الهندية المعروفة أيضا باسم الصراع على الحدود بين الصين والهند هي حرب بين الصين والهند. بدأت الحرب في 20 أكتوبر عام 1962م وانتهت بانتصار الصين في 21 نوفمبر 1962م. وكان الحدود في جبال الهيمالايا المتنازع عليها ذريعة رئيسية للحرب، السبب الرئيسي للحرب هو السيطرة على إقليم أكساي تشين. كانت هناك سلسلة من الحوادث الحدودية العنيفة بعد انتفاضة التبت عام 1959، عندما منح الهند حق اللجوء للدالاي لاما.
شن الصينيون هجمات متزامنة في لاداخ وعبر خط مكماهون في 20 أكتوبر 1962، لعدم قدرتهم على الوصول إلى تسوية سياسية على الأراضي المتنازع عليها على طول حدود الهيمالايا البالغ طولها 3,225 كيلومترًا. تقدمت القوات الصينية على القوات الهندية في كلا المسرحين واستولت على «رزانغ لا» في تشوشول في المسرح الغربي، وعلى تاوانج في المسرح الشرقي. انتهت الحرب بإعلان الصين وقف إطلاق النار في 20 نوفمبر 1962، وأعلنت في الوقت نفسه انسحابها إلى «خط السيطرة الفعلية» المزعوم.
وقعت معظم المعركة في ظروف جبلية قاسية، ما أدى إلى معارك واسعة النطاق على ارتفاع أكثر من 4,000 متر (14,000 قدم). لوحظ أيضًا عدم نشر الصين والهند القواتِ الجوية في الحرب الصينية الهندية.
حدث التعزيز والهجوم من الجانب الصيني بالتزامن مع أزمة الصواريخ الكوبية التي استمرت 13 يومًا (16-28 أكتوبر 1962)، والتي شهدت مواجهة بين الولايات المتحدة والاتحاد السوفيتي، ولم تتلقّ الهند مساعدة من أي من هذه القوى العالمية حتى حل أزمة الصواريخ الكوبية. كانت هذه أول حرب بين الهند والصين. بعد انتهاء الحرب، اندلع عدد من الاشتباكات الصغيرة بين الجانبين، ولكن لم يحدث قتال واسع النطاق.

## الموقع
تشاركت الصين والهند حدودًا طويلة قُسمت إلى ثلاث مناطق هي نيبال وسيكيم (التي كانت محمية هندية في ذلك الوقت) وبوتان، التي تتبع جبال الهيمالايا بين بورما وما كان آنذاك باكستان الغربية. هناك عدد من المناطق المتنازع عليها على طول هذه الحدود. توجد منطقة أكساي تشين في الطرف الغربي، وهي منطقة بحجم سويسرا، تقع بين منطقة شينجيانغ (سنجان) الصينية والتبت (التي أعلنت الصين أنها منطقة تتمتع بالحكم الذاتي عام 1965). تشمل الحدود الشرقية، بين بورما وبوتان، ولايةَ أروناجال برديش الهندية الحالية (المعروفة سابقًا بوكالة الحدود الشمالية الشرقية). اجتاحت الصين كلتا هاتين المنطقتين في نزاع 1962.
وقع معظم المعارك على ارتفاعات عالية. تُعتبر منطقة أكساي تشين صحراء تحتوي على مسطحات مالحة على ارتفاع 5,000 متر (16,000 قدم) فوق سطح البحر، ويتجاوز ارتفاع قمم منطقة أروناجال برديش الجبلية 7,000 متر (23,000 قدم). استحوذ الجيش الصيني على إحدى أعلى تلال المناطق. تسببت ظروف الارتفاع الشديد والتجمد بصعوبات لوجستية وصعوبات في الرعاية. ففي النزاعات المماثلة السابقة (مثل الحملة الإيطالية في الحرب العالمية الأولى)، تسببت الظروف القاسية بسقوط ضحايا أكثر مما تسببت به عمليات العدو. لم تكن الحرب الصينية الهندية مختلفة، فقد مات الكثير من الجنود من كلا الجانبين بسبب البرد القارس.

## خلفية
كان السبب الرئيسي للحرب هو النزاع على سيادة المنطقتين الحدوديتين أكسي تشين وأروناجال برديش اللتين تفصل بينهما مسافات شاسعة. تملك أكساي تشين، التي تزعم الهند أنها تنتمي إلى كشمير وتزعم الصين أنها جزء من شينجيانغ، طريق ربط مهم يصل بين منطقتي التبت وشينجيانغ الصينية. كان بناء الصين لهذا الطريق أحد مسببات الصراع.

### أكساي تشين
نشأ الجزء الغربي من الحدود الصينية الهندية عام 1834، نتيجة غزو جيوش راجا غولاب سينغ (دوغرا) منطقةَ لاداخ تحت سلطة الإمبراطورية السيخية. بعد حملة فاشلة في التبت، وقّع غولاب سينغ والتبتيون معاهدة عام 1842 وافق بموجبها على الالتزام بـ«الحدود القديمة الثابتة»، التي تُركت غير محددة. أدت الهزيمة البريطانية للسيخ عام 1846 إلى نقل منطقة جامو وكشمير بما في ذلك لاداخ إلى البريطانيين، الذين عينوا غولاب سينغ مهراجا تحت سلطتهم. اتصل المفوضون البريطانيون بالمسؤولين الصينيين للتفاوض حول الحدود، ولم يبدوا أي اهتمام. حدد مفوضو الحدود البريطانيون الطرف الجنوبي للحدود في بحيرة بانغونغ، ولكنهم اعتبروا المنطقة الواقعة شمالها حتى ممر كاراكورام أرضًا مجهولة.
كان مهراجا كشمير ومسؤولوه على دراية تامة بالطرق التجارية من لاداخ. فابتداءً من لياه، كان هناك طريقان رئيسيان إلى آسيا الوسطى: يمر أحدهما عبر ممر كاراكورام إلى شهيدولا عند سفح جبال كونلون ويتجه نحو ياركند عبر ممرات كيليان وسانجو، ويتجه الآخر شرقًا عبر وادي تشانغ تشنمو، ويجتاز سهول لينغزي تانغ في منطقة أكساي تشين، ويتبع مجرى نهر كراكاش لينضم إلى الطريق الأول في شهيدولا. اعتبر المهراجا شهيدولا أنه مركز عسكري شمالي، وعامل جبال كونلون على أنها حدود مجاله. كان سادته البريطانيون متشككين في هذه الحدود الممتدة لأن شهيدولا كان على بعد 79 ميلًا من ممر كاراكورام وكانت المنطقة الفاصلة غير مأهولة بالسكان. ومع ذلك، سُمح للمهراجا بمعاملة شهيدولا كموقع عسكري لأكثر من 20 عام.
اعتبرت تركستان الصينية «الفرعَ الشماليَّ» من سلسلة كونلون مع ممري كيليان وسانجو الحدود الجنوبية لها. وهكذا، فإن مطالبة المهراجا لم تكن موضع خلاف. بعد تمرد دونغان عام 1862، الذي شهد على طرد الصينيين من تركستان، بنى مهراجا كشمير حصنًا صغيرًا في شهيدولا عام 1864. من المرجح أن الحصن قد حصل على الإمدادات من خوتان، التي أصبح حاكمها الآن مستقلًا وعلى علاقات ودية مع كشمير. عندما خلع الرجل الكاشغري القوي يعقوب بيك الحاكم الخوتاني، أُجبر المهراجا على ترك منصبه عام 1867. ثم احتلتها قوات يعقوب بيك حتى نهاية تمرد دونغان. في الفترة الفاصلة، كُلّف وليام إتش. جونسون من وكالة مسح الهند بمسح منطقة أكساي تشين. في أثناء عمله، «دعاه» الحاكم الخوتاني لزيارة عاصمته. لاحظ جونسون بعد عودته أن حدود خوتان كانت عند برينجغا، في جبال كونلون، وأن وادي كاراكاش بأكمله يقع داخل إقليم كشمير. يُشار إلى حدود كشمير التي رسمها باسم «خط جونسون» (أو «خط أرداغ جونسون»)، وهي تمتد من ممر سانجو إلى الحافة الشرقية لوادي تشانغ شينمو على طول جبال كونلون.
بعد أن أعاد الصينيون احتلال تركستان عام 1878 وأطلقوا عليها اسم شينجيانغ، عادوا مرة أخرى إلى حدودهم التقليدية. في هذا الوقت، كانت الإمبراطورية الروسية راسخة في آسيا الوسطى، وكان البريطانيون حريصين على تجنب الحدود المشتركة مع الروس. بعد إنشاء ممر واخان كمنطقة عازلة في شمال غرب كشمير، أرادوا أن يملأ الصينيون المنطقة غير المأهولة بين سلال كاراكورام وكونلون. بتشجيع بريطاني (وربما روسي)، بحلول عام 1890، احتل الصينيون المنطقة حتى وادي نهر ياركاند (الذي يُطلق عليه اسم راسكام)، بما في ذلك شهيدولا. ونصبوا أعمدة حدودية عند ممر كاراكورام بحلول عام 1892. بدت هذه الجهود فاترة. أظهرت الخريطة التي قدمها هونغ تا تشن، المسؤول الصيني البارز في سان بيترسبرغ، عام 1893 حدود شينجيانغ حتى راسكام. كان مشابهًا لخط جونسون في الشرق، إذ وُضعت أكسي تشين في إقليم كشمير.
بحلول عام 1892، استقر البريطانيون على سياسة مفادها أن الحدود المفضلة لهم في كشمير هي «مجمعات مياه السند»، التي تتدفق مياهها عبر خط تقسيم المياه إلى شبكة نهر السند على أحد الجانبين وحوض تاريم على الجانب الآخر. في الشمال، كان خط تقسيم المياه هذا على طول سلسلة كاراكورام. في الشرق، كان الأمر أكثر تعقيدًا، لأن أنهار تشيب تشاب وغالوان وتشانغ تشنمو تتدفق إلى السند، بينما يتدفق نهر كاراكاش إلى حوض تاريم. حدد نائب الملك اللورد إلجين المحاذاة الحدودية على طول خط تقسيم المياه هذا وأبلغ لندن بها. اقترحتها الحكومة البريطانية في الوقت المناسب على الصين عن طريق مبعوثها السيد كلود ماكدونالد في عام 1899. تنازلت هذه الحدود، التي أصبحت تسمى خط ماكارتني ماكدونالد، للصين عن سهول أكساي تشين في الشمال الشرقي، ومسار ترانس كاراكورام في الشمال. في المقابل، أراد البريطانيون أن تتنازل الصين عن «سلطتها المبهمة» على هونزا.